# Караме, Абдул Хамид
Абдул Хамид Караме (араб. عبد الحميد كرامي‎; 1890—1950) — ливанский политический и религиозный деятель, премьер-министр Ливана в 1945 году.

## Биография
Род Караме был одним из самых известных родов ливанских мусульман-суннитов. Выходцы из этого рода традиционно занимали должность муфтия Триполи. Абдул Хамид Караме также стал муфтием Триполи, но был отстранён от должности французскими оккупационными властями. Был одним из лидером движения за независимость Ливана.
В июне 1935 года Абдул Хамид Караме в ходе конфликта убил другого уроженца Триполи — Абдула Маджида Мукаддама, но был оправдан, поскольку суд признал его действия самообороной. Адвокатом Караме на этом судебном процессе был будущий президент Ливана Бишара эль-Хури.
Абдул Хамид Караме занимал пост Премьер-министра Ливана и министра финансов Ливана с 10 января 1945 по 20 августа 1945 года. Его сыновья, Рашид Караме и Омар Караме также были ливанскими политиками и неоднократно занимали пост премьер-министра Ливана.
Абдул Хамид Караме умер в 1950 году.